# Concessionária de Rodovias TEBE S/A
A Concessionária de Rodovias TEBE S/A foi a primeira empresa privada do estado de São Paulo, Brasil, a assinar um contrato de Concessão Rodoviária com o Governo do Estado. A empresa é responsável desde 2 de março de 1998, pela manutenção e pela exploração das seguintes rodovias do estado, em regime de concessão:
- SP-326 - Rodovia Brigadeiro Faria Lima (entre o município de Bebedouro e Barretos);
- SP-351 - Rodovia Comendador Pedro Monteleone (entre o município de Bebedouro e Catanduva);
- SP-323 - Rodovia José Della Vechia/Orlando Chesini Ometto (entre Pirangi e Taquaritinga).

Trabalhando como concessionária de uma rodovia e prestadora de serviço público a empresa é responsável por manter as condições de pavimento, sinalização e geometria das rodovias que mantem em concessão, recebendo como remuneração uma parte das rendas advindas da cobrança de pedágios dessas mesmas rodovias.
Desde o início da concessão as principais obras realizadas foram: 
- 175 quilômetros de acostamento,
- 498 quilômetros de recapeamento e recuperação de pavimento,
- 5.675 m2 de sinalização vertical,
- 919 quilômetros de sinalização horizontal,
- duplicação de 4,5 km do “Contorno” no perímetro urbano de Bebedouro.

Atualmente, a empresa trabalha na duplicação de 1,3 km da SP-326, no perímetro urbano de Barretos. 
A empresa possui, além de suas atribuições naturais como concessionária de rodovias e prestadora de serviço público, projetos sociais, como o "Viva a Vida na Via - Saúde do Caminhoneiro" e o "Educação no Trânsito - Responsabilidade de Todos". 
A concessão da TEBE estará em vigor até 4 de março de 2025. 
Após esse período, a EcoNoroeste, empresa que venceu o leilão do Lote Noroeste, assume o controle das rodovias SP-351, SP-323 e SP-326. A ARTESP é a regulamentadora desta concessão. A nova empresa planeja um investimento de R$1 bilhão, incluindo instalação de câmeras de segurança modernas em toda a via, novos postos de Serviço de Atendimento ao Usuário (SAU), adequação de vias marginais em Barretos, duplicação de trecho da SP-351, implantação de nove passarelas e substituição do número e cabines de emergência pelo sos.eco.br. As obras citadas têm previsão de início em 2026, já o serviço de emergência está em funcionamento. 